# Petelinjek (Novo Mesto, Slovenija)
Petelinjek je naselje u slovenskoj Općini Novom Mestu. Petelinjek se nalazi u pokrajini Dolenjskoj i statističkoj regiji Jugoistočnoj Sloveniji. 

## Stanovništvo
Prema popisu stanovništva iz 2002. godine naselje je imalo 164 stanovnika.